# Данська національна фільмографія
Данська національна фільмографія (дан. Danmarks Nationalfilmografi) — база даних, підтримувана Данським інститутом кінематографії, яка включає данські кінострічки з 1896 року, в тому числі німі, короткометражні і документальні фільми. Коли вона вийшла онлайн, як Данська База даних фільмів (дан. Filmdatabasen) в листопаді 2000 року, вона включала дані про всі бл. 1000 данських стрічок, створених у період між 1968 і 2000 роками, і бл. 10000 персоналій. До 2014 року база була розширена до 22000 найменувань, 106000 персоналій і 6000 компаній. База даних включає також медіа-галерею з фотографіями, програмами, зображеннями рекламних плакатів фільмів (постерів), а також трейлерами стрічок.
База даних також містить інформацію про дати прем'єр зарубіжних фільмів в данських кінотеатрах з 2000 року.